# 孔雀夫人

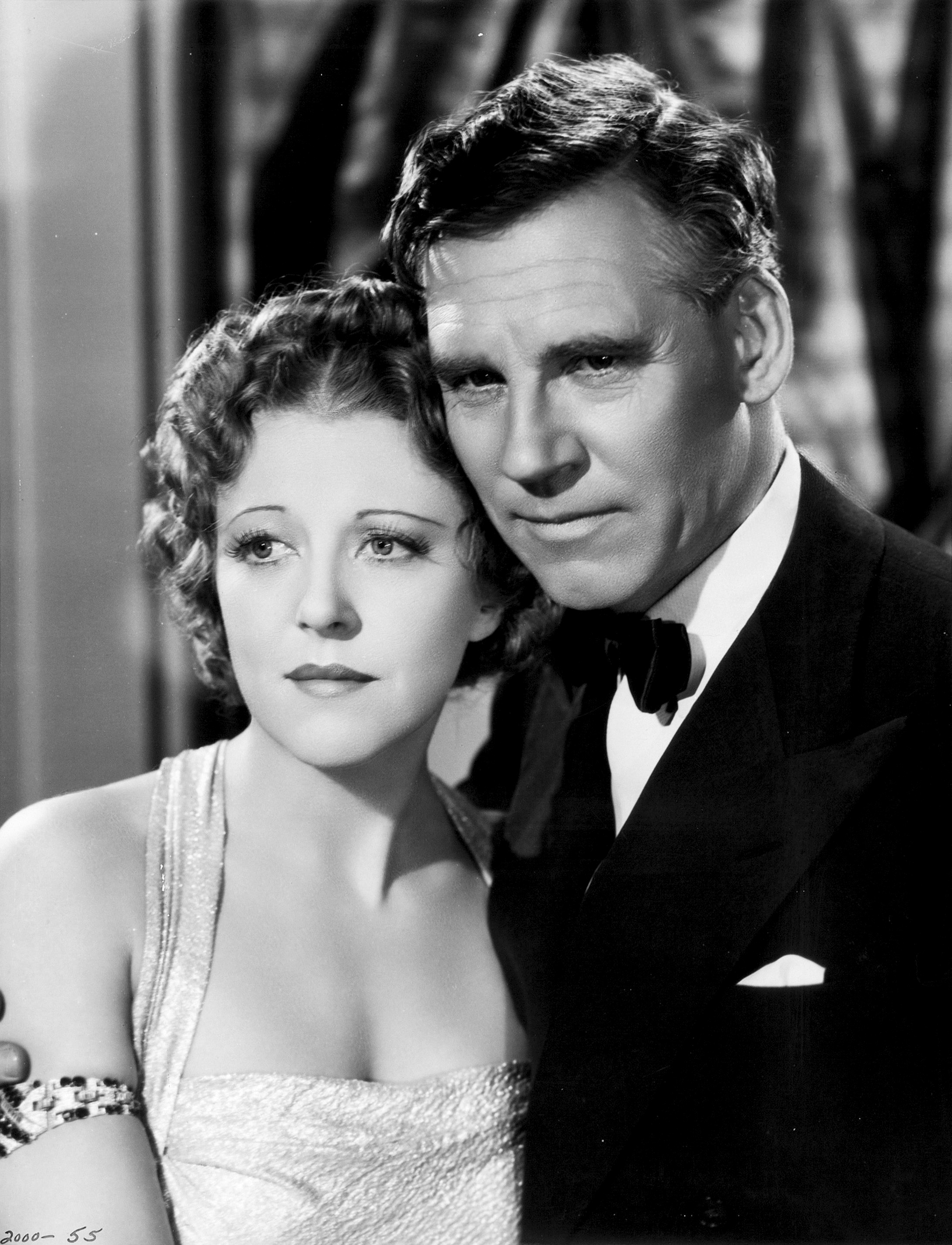
ルース・チャタートン(左)とウォルター・ヒューストン(宣材写真)

『孔雀夫人』（くじゃくふじん、原題：Dodsworth）は、1936年に製作・公開されたアメリカ映画。

## 概要
シンクレア・ルイスの小説の舞台劇化（1934年ニューヨーク初演、ウォルター・ヒューストンとフェイ・ベインター主演）の映画化であり、ウィリアム・ワイラーが監督、舞台初演に引き続いてヒューストンが主演した。
1990年、アメリカ国立フィルム登録簿に登録されている。

## あらすじ
サム・ダズワースは、アメリカの中西部にある工業都市ジーニスで20年間経営してきた自動車会社を売却した。これから先の時代に対する自動車の限界を感じたのと、一人娘のエミリーも結婚したので、第二の人生を20年間生活を共にしてきた妻と謳歌すべく長年憧れていたヨーロッパへ旅行する事が目的であった。
サムは仕事も出来るし、家庭の良き父親に見えるが友人曰くそんなサムの唯一の欠点は、女を見る目がなくアメリカの恥と愚かさの塊のような女のフランを伴侶にしてしまった事であった。フランは、単純かつ正直なのだが歳の割に若く見えるのが取り柄で、古き良き伝統もないアメリカでの生活に嫌気が差しており、かつてスイスの女学校にいた頃に知ったヨーロッパの古風な伝統ある生活に憧れていたのだ。
さっそく、2人は豪華客船クイーン・メリー号に乗ってヨーロッパへ向かうが、見栄っ張りなフランは派手な装飾のドレスを着て、貴族の男達を取り巻いて軽薄な振る舞いをする。そんな妻の愚行に目を瞑りながらもサムは夜の船のデッキの上で、哀愁の雰囲気を纏った教養豊かな婦人であるイーディスと出会い…。

## キャスト
- サム・ダズワース：ウォルター・ヒューストン（吹替：和田文夫）
- フラン（サムの妻）：ルース・チャタートン（吹替：沢田敏子）
- アーノルド・イゼリン：ポール・ルーカス
- イーディス・コートライト：メアリー・アスター
- エミリー（サムの娘）：キャスリン・マーロウ
- クライド・ロッカート：デヴィッド・ニーヴン
- クルト・フォン・オーベルスドルフ男爵：グレゴリー・ゲイ
- フォン・オーベルスドルフ男爵夫人（クルトの母）：マリア・オースペンスカヤ

## スタッフ
- 監督：ウィリアム・ワイラー
- 製作：サミュエル・ゴールドウィン
- 脚色：シドニー・ハワード
- 音楽監督：アルフレッド・ニューマン
- 撮影：ルドルフ・マテ
- 編集：ダニエル・マンデル
- 美術：リチャード・デイ
- 衣裳：オマー・カイアム

## 主な受賞歴

### アカデミー賞
受賞
アカデミー美術賞：リチャード・デイ
ノミネート
アカデミー作品賞
アカデミー監督賞：ウィリアム・ワイラー
アカデミー主演男優賞：ウォルター・ヒューストン
アカデミー助演女優賞：マリア・オースペンスカヤ
アカデミー脚色賞：シドニー・ハワード
アカデミー録音賞：オスカー・レージャーストロム

### ニューヨーク映画批評家協会賞
受賞
主演男優賞：ウォルター・ヒューストン